# Videojockey
Un videojockey o VJ és aquell creador que genera sessions visuals barrejant en directe loops de video amb música o altre tipus d'acció. Per extensió, a l'acte de barrejar vídeo d'aquesta forma se l'anomena veejing o veejaying, encara que aquesta última paraula és incorrecta.
El seu origen es troba en els clubs de ball de la dècada de 1980, en els quals el videojockey barrejava els seus loops de vídeo al ritme de la música barrejada pel DJ. En els seus inicis, la forma de fer-ho era mitjançant la utilització de reproductors de VHS, taules d'edició broadcast i pesats projectors de video. Des de l'aparició de la informàtica portàtil aquest moviment ha protagonitzat una gran expansió a causa del abaratiment i reducció de grandària dels elements necessaris, siguen ordinadors portàtils, càmeres digitals o projectors de video.
Actualment i fora del seu marc nadiu, purament lúdic i underground, el camp d'actuació d'un VJ no es limita als clubs, estenent-se a concerts, publicitat, esdeveniments públics, presentacions, televisió, etc. El terme també és aplicable per als presentadors de vídeos musicals en cadenes de televisió d'aquest concepte i avui en dia gràcies a la incorporació de sistemes de reproducció digital d'extrem control, és possible realitzar un sincronisme similar al del dj amb video clips, sent més adequat denominar a qui genera imatges estàtiques o en moviment sobre un suport projectat (telons) o llum emesa (led, plasma o similars) sense altre fi que generar un discurs visual propi i sense cap relació amb una narració o obra realitzada amb fins promocionals de temes musicals.